# Wapen van Muiderberg

Het wapen van Muiderberg is een niet bij de Hoge Raad van Adel geregistreerd, dus niet erkend, dorpswapen. Het Nederlandse dorp Muiderberg hoort bij de gemeente Gooise Meren (provincie Noord-Holland).

## Geschiedenis
Muiderberg was vroeger de zetel van het schoutambacht Het Gooi. Er is een zegel bekend uit vermoedelijk de 17e eeuw waarop het wapen van Muiderberg is afgebeeld. De kleuren zijn niet bekend, wel zijn de dorpskleuren bekend. De dorpskleuren zijn ook in het wapen gebruikt, het zijn goud en azuur. De familie Nuis heeft een vergelijkbaar wapen en Daniël Nijs (1660-1736) noemde zichzelf ook wel de Heer van Muiderberg. Het familiewapen toonde twee afgewende sikkels en een kroon als band op de korenschoof.

## Blazoen
De beschrijving, hoewel dus niet officieel, luidt als volgt:
In azuur een korenschoof van goud, ter weerszijde vergezeld van een toegewende sikkel van zilver, met greep van sabel. Het schild gedekt met een gouden kroon van vijf bladeren.
Het schild is blauw van kleur met daarop een gouden korenschoof. Aan beide kanten van de korenschoof een zilveren sikkel, het handvat is zwart van kleur. Hoewel het wapen van Muiderberg niet erkend is heeft het toch een gouden kroon van vijf bladeren.